# Brachygaster tschekylli
Brachygaster tschekylli är en stekelart som beskrevs av Madl 1989. Brachygaster tschekylli ingår i släktet Brachygaster och familjen hungersteklar. Inga underarter finns listade.